# Callithea adamsi
Callithea adamsi är en fjärilsart som beskrevs av Percy I. Lathy 1903. Callithea adamsi ingår i släktet Callithea och familjen praktfjärilar. Inga underarter finns listade i Catalogue of Life.